# Кушнир, Павел Михайлович
Па́вел Миха́йлович Кушни́р (19 сентября 1984, Тамбов, РСФСР, СССР — 27 июля 2024, Биробиджан, Еврейская автономная область, Россия) — российский политический активист, пианист, писатель. Первый в истории Российской Федерации погибший в результате голодовки политзаключённый.

## Биография

### Ранние годы
Павел Кушнир родился в Тамбове 19 сентября 1984 года. Отец — музыкант и преподаватель детской музыкальной школы Михаил Борисович Кушнир (1945—2020). Мать — музыковед-теоретик Ирина Михайловна Левина (род. 1944); также Павла пережил старший брат. С раннего детства Павел играл на фортепиано, учился в Тамбове в музыкальной школе у Татьяны Мкртычевой. В возрасте 17 лет Кушнир целиком сыграл цикл из 24 прелюдий и фуг композитора Дмитрия Шостаковича, сложность которого требует многолетней подготовки.
В 2002 году окончил Тамбовское музыкальное училище имени С. В. Рахманинова и поступил в Московскую консерваторию имени П. И. Чайковского, в класс педагога и пианиста, народного артиста СССР Виктора Мержанова. Окончил консерваторию в 2007 году.

### Карьера пианиста
Работал концертмейстером в ТОГБОУ ВО «Тамбовский государственный музыкально-педагогический институт им. С.В. Рахманинова». После консерватории уехал на 2 года в Екатеринбург, после этого семь лет работал в филармонии в Курске, три года — в филармонии Кургана. В 2023 году Кушнир стал солистом Биробиджанской областной филармонии.
Записал цикл из 24 прелюдий Рахманинова. Музыковед Михаил Казиник высоко оценил это исполнение, отметив, что «он сделал цикл, он показал развитие идей Рахманинова и очистил от всех наслоений, от всяких эстрадностей — он сделал это кристально».
Для ГТРК «Бира» записал цикл из 51 передачи «Мазурки по средам», где автор подробно разбирает все мазурки Шопена.

### Общественная жизнь
Павел Кушнир занимался гражданским активизмом: участвовал в протестах на Болотной площади, пикетах против войны в Донбассе и аннексии Крыма, занимался расклеиванием антивоенных листовок после российского нападения на Украину.
9 мая 2023 года Кушнир объявил свою первую голодовку против вторжения России в Украину и держал её в течение 20 дней. Следующую голодовку в 100 дней он держал до марта 2024 года.
Вёл канал YouTube, где с ноября 2022 года опубликовал четыре ролика, в которых в поэтической форме критиковал политику властей РФ, принятые законы и вторжение на Украину. В последнем ролике Кушнир рассуждал о резне в Буче, называя её «позором нашей Родины» и призвав сопротивляться войне и режиму (который считал фашистским), а также к освобождению всех политических заключённых. За всё время существования канала, созданного в 2011 году, на него подписались пять человек.

### Литературное творчество
Павел Кушнир любил читать книги Курта Воннегута и написал антивоенный роман «Русская нарезка», опубликованный в 2014 году и посмертно переизданный в Германии в 2024 году. Коллажный, написанный методом нарезок роман на материале личных дневников, «Фауста», Анны Франк и 14 романов о Второй мировой войне. По словам издателя Дмитрия Волчека, выпускающего авангардную литературу на русском языке с середины 1980-х, «значительная часть романа — это его дневник, идущий вспять, как бы убегающий от шокировавших автора событий 2014 года [на востоке Украины], которые он сравнивает с пришествием гигантской свиньи». Поэтесса и прозаик Ольга Седакова в своем фейсбуке написала, что не читала такой талантливой прозы на русском языке со времён романа Венедикта Ерофеева «Москва — Петушки»: «Есть просто незабываемые образы, есть удивительно точно названные вещи, и главное — есть РИТМ, которого придумать не получится». Единственное опубликованное произведение Кушнира также оценил филолог и лингвист Иван Соколов: «Поразительное произведение — настоящее панно, бесконечный хорал, в котором сходятся мириады голосов памяти».
Также Кушнир написал роман «Ноэль», посвящённый немецкой леворадикальной группировке «Фракция Красной армии» и Ульрике Майнхоф в частности, по словам автора, в романе используется лексика 67 языков и нарезки из 117 произведений «авторов всех времён и народов», а форма повторяет «Гармонию мира» Иоганна Кеплера.
В 2025 году был издан «Биробиджанский дневник» — книга, созданная на основе ведущихся с сентября 2022 года записей.

### Последние дни жизни
Кушнир был арестован в мае 2024 года по делу о публичных призывах к осуществлению террористической деятельности. Погиб в возрасте 39 лет в СИЗО Биробиджана 27 июля 2024 года в результате голодовки, которую он держал с момента ареста. За пять дней до смерти он также объявил «сухую» голодовку, которую держал до самой смерти.. Прощание прошло в Биробиджане 8 августа. На теле были обнаружены следы побоев. Друзья погибшего хотели провести независимую экспертизу тела, чтобы установить настоящую причину смерти, однако мать пианиста Ирина Левина настаивала на немедленной кремации.
Главный пресс-секретарь ЕС по иностранным делам и политике безопасности Петер Стано заявил, что гибель Кушнира напоминает «о продолжающихся репрессиях со стороны Кремля. ЕС призывает Россию соблюдать Конституцию, освободить всех узников совести и прекратить репрессии против антивоенных протестующих».

## Память
В декабре 2024 года в Израиле российскими и иностранными артистами был учреждён международный фонд и стипендия имени Павла Кушнира, на 2025/26 учебный год было отобрано 13 стипендиатов.